# 1185 Nikko
1185 Nikko är en asteroid i huvudbältet som upptäcktes den 17 november 1927 av den japanska astronomen Okuro Oikawa. Asteroidens preliminära beteckning var 1927 WC. Den fick senare namn efter den japanska staden Nikko i Tochigi prefektur.
Den tillhör asteroidgruppen Flora.
Nikkos senaste periheliepassage skedde den 5 oktober 2021.[Uppdatering behövs] Fotometriska observationer av asteroiden 2004 påvisade en rotationstid av 3,79 ± 0,01 timmar, med en variation i ljusstyrka på 0,34 ± 0,03 magnituder.